# Concreet motief
Concrete motieven zijn in de narratologie de dragers van de abstracte motieven, op de wijze waarop bij beeldspraak het beeld de drager is van het vergelekene. Verhalen worden vaak voortgestuwd door motieven die terug te voeren zijn op concrete gebeurtenissen. 
Concrete motieven zijn direct gebaseerd op de isotopieën. Elk verhaal bevat een groot aantal tekstplaatsen die betrekking hebben op de feitelijke gebeurtenissen die in de verhaalwerkelijkheid plaatsvinden. Al lezend ordent de lezer deze soort tekstplaatsen. De beschrijvingen van de handelingen en gebeurtenissen in een verhaal die om de een of andere reden bij elkaar horen, vormen een concrete motieflijn. Het patroon van concrete motieven in een verhaal wordt gevormd door het geheel van de concrete motieflijnen uit dat verhaal. 
In tegenstelling tot abstracte motieven zijn concrete motieven terug te vinden op verhaalniveau, de letterlijke 'laag' van het verhaal.
Tot deze groep motieven behoren de verhaalmotieven, de statische motieven en de leidmotieven.
- Verhaalmotieven verschillen per verhaal. Ze hebben altijd een dynamisch karakter, omdat ze met ver vooruitgang en de voortstuwing van het verhaal verbonden zijn.
- Statische motieven zijn verantwoordelijke voor het statische in het verhaal, dus meestal de sfeer en het 'klimaat'.
- Soms komen stijl- en vormelementen zo opvallend in steeds wisselende vorm voor dat ze als leidmotieven kunnen gelden in een verhaal.

Een voorbeeld van een leidmotief is de steen in het verhaal De aanslag van Harry Mulisch. In vrijwel ieder hoofdstuk komt de steen in een andere gedaante (dobbelsteen, straatsteen, kei, monument, grafzerk) terug.
Voorbeeld: Een verhaal waarin een personage voortdurend reist en uiteindelijk rust vindt, kan bijvoorbeeld het concrete motief 'reizen' bevatten. Maar ook voorwerpen die verwijzen naar reizen, zoals een kompas, een landkaart, een reiskoffer. 